# Barbara Ferrell
Barbara Ann Ferrell, po mężu Edmonson (ur. 28 lipca 1947 w Hattiesburgu, w stanie Missisipi) – amerykańska lekkoatletka specjalizująca się w biegach sprinterskich, uczestniczka igrzysk olimpijskich w latach 1968 i 1972, dwukrotna medalistka olimpijska z 1968 z Meksyku: złota (w sztafecie 4 × 100 m) oraz srebrna (w biegu na 100 m).

## Finały olimpijskie
- 1968 – Meksyk, sztafeta 4 × 100 m – złoty medal
- 1968 – Meksyk, bieg na 100 m – srebrny medal
- 1968 – Meksyk, bieg na 200 m – 4. miejsce
- 1972 – Monachium, bieg na 100 m – 7. miejsce

## Inne osiągnięcia
- 1967 – Winnipeg, igrzyska panamerykańskie – dwa medale: złoty w biegu na 100 m oraz srebrny w biegu na 200 m
- 1967 – Tokio, uniwersjada – złoty medal w biegu na 100 m

## Rekordy życiowe
- bieg na 100 m – 11,11 – 1968
- bieg na 200 m – 22,87 – 1968
- skok w dal – 5,77 – 1972